# Kallima rattrayi
Kallima rattrayi är en fjärilsart som beskrevs av Sharpe 1904. Kallima rattrayi ingår i släktet Kallima och familjen praktfjärilar. Inga underarter finns listade i Catalogue of Life.